# Нотр-Дам-де-Во
Нотр-Дам-де-Во (фр. Notre-Dame-de-Vaulx) — коммуна во Франции, находится в регионе Рона — Альпы. Департамент коммуны — Изер. Входит в состав кантона Матезин-Триев. Округ коммуны — Гренобль.
Код INSEE коммуны — 38280. Население коммуны на 1999 год составляло 495 человек. Населённый пункт находится на высоте от 877 до 1712 метров над уровнем моря. Муниципалитет расположен на расстоянии около 510 км юго-восточнее Парижа, 115 км юго-восточнее Лиона, 23 км южнее Гренобля. Мэр коммуны — Jean-Louis Léon, мандат действует на протяжении 2008—2014 гг.
Динамика населения (INSEE):